# Heinrich Conradi
Heinrich Wilhelm Conradi (* 22. März 1876 in Frankfurt am Main; † 26. April 1943 in Dresden; auch Heinz Conradi; Geburtsname Heinrich Wilhelm Cohn) war ein deutscher Bakteriologe und Hygieniker im Sächsischen Landesgesundheitsamt sowie an der Technischen Hochschule Dresden. Obwohl „Frontkämpfer“, verlor er aufgrund seiner jüdischen Abstammung 1935 aufgrund der Ersten Verordnung zum Reichsbürgergesetz erst seine Anstellung, 1938 seine Approbation und starb schließlich Ostern 1943 im Polizeigefängnis Dresden.

## Leben und Wirken
Heinrich Conradi wurde 1876 als Heinrich Wilhelm Cohn geboren. Der jüdischstämmige Junge wurde 1892 evangelisch getauft und erhielt den Nachnamen Conradi. Conradi studierte Medizin und schloss 1899 sein medizinisches Studium in Straßburg mit der Promotion zum Dr. med. ab. Thema der Arbeit und Titel der Dissertation ist Zu Fragen der Toxin-Bildung bei den Milzbrand-Bakterien.
Ab 1901 arbeitete er fast zehn Jahre lang als Assistent von Robert Koch in Berlin. Zusammen mit Wilhelm von Drigalski entwickelte er in dieser Zeit spezielle Nährböden zum auch bei Gesunden als Dauerscheider gelungenen Nachweis der Typhus-Erreger (Conradi-Drigalski-Nährboden). Bis 1920 veröffentlichte Conradi insgesamt 58 wissenschaftliche Publikationen über Diphtherie, Typhus sowie Gasbrand in so renommierten Zeitschriften wie der Deutschen Medizinischen Wochenschrift, der Münchner Medizinischen Wochenschrift oder dem „Centralblatt für Bakteriologie, Parasitenkunde, Infektionskrankheiten und Hygiene“.
Nach seiner Zeit in Berlin führte ihn sein Weg nach Dresden, wo er an der dortigen Technischen Hochschule Dresden habilitierte und seine Lehrberechtigung erhielt. Ab 1913 hatte er dort einen Lehrauftrag als Privatdozent an der medizinischen Fakultät.
Am Ersten Weltkrieg nahm Conradi als Stabsarzt teil.
Im Hauptberuf arbeitete Conradi als beamteter Leiter der Bakteriologischen Abteilung der Zentralstelle für öffentliche Gesundheitspflege im Sächsischen Landesgesundheitsamt, wo der renommierte Hygieniker und Bakteriologe es bis zum Medizinalrat brachte.
Der Professor verlor aufgrund seines Frontkämpferprivilegs erst nach der Ersten Verordnung zum Reichsbürgergesetz vom 14. November 1935 seine beamtete Anstellung sowie seine Lehrbefähigung. Mit dem 1938 erfolgten Berufsverbot für jüdische Ärzte aufgrund der Vierten Verordnung zum Reichsbürgergesetz vom 25. Juli 1938 verlor er zum 30. September jenes Jahres seine Approbation und durfte mit einer dort geregelten „widerruflichen Genehmigung“ noch als sogenannter „Krankenbehandler“ jüdische Patienten behandeln.

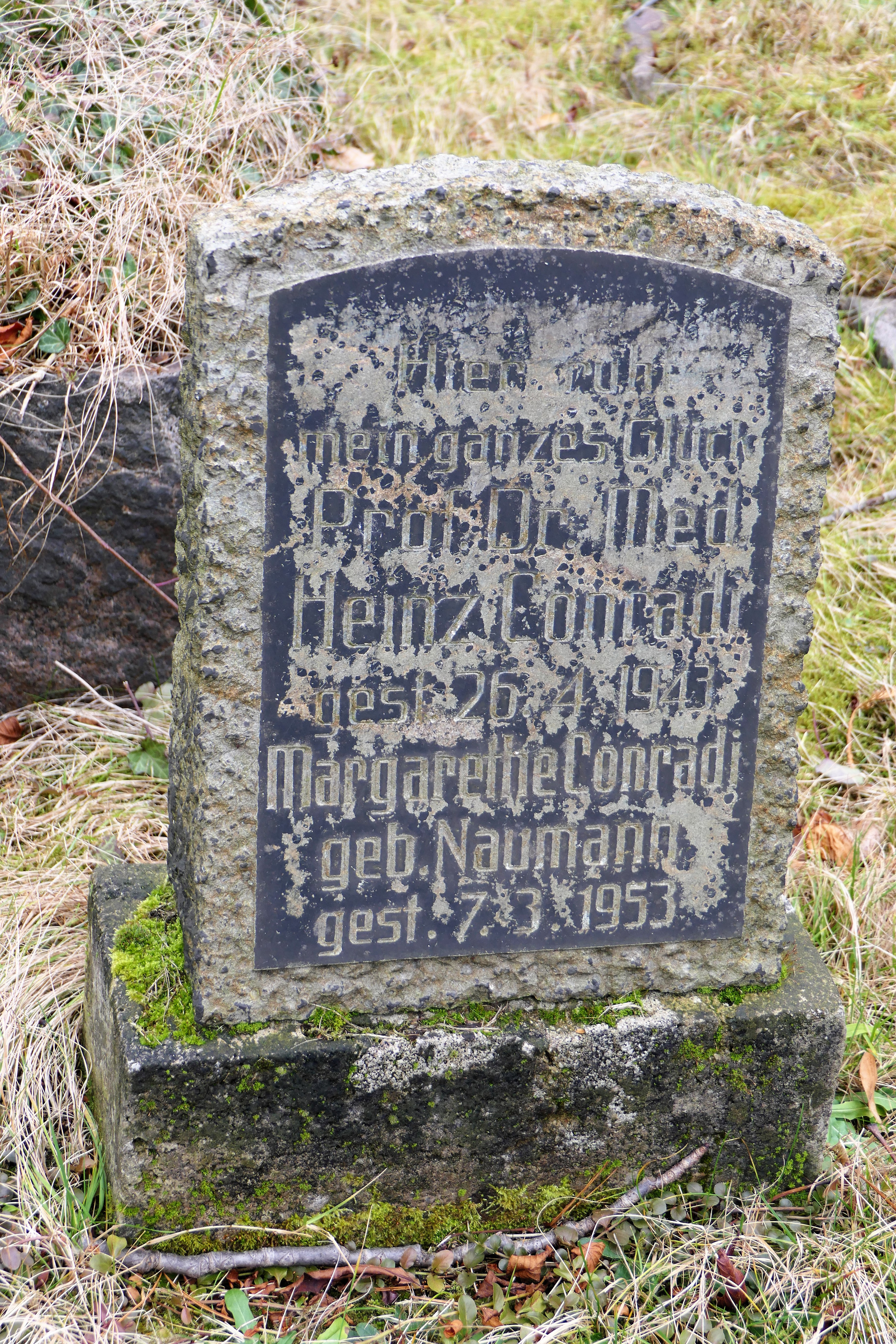
Grabstein für Heinz Conradi auf dem Neuen Jüdischen Friedhof in Dresden

Ab spätestens 1931 bis 1933 wohnte Conradi in der heute denkmalgeschützten Villa von Moritz Ziller, einem der beiden ehemaligen Inhaber der Baufirma Gebrüder Ziller, im Augustusweg 5 (ehem. Arndtstraße 8) des Radebeuler Stadtteils Serkowitz. Nach zwei Wohnungswechseln innerhalb Radebeuls 1935 und 1938 musste Conradi, der mit seiner Ehefrau Margarete in einer sogenannten „Privilegierten Mischehe“ lebte, 1940 nach Dresden in ein „Judenhaus“ umziehen, da er zur Zwangsarbeit in der Zeiss-Ikon-Fabrik verpflichtet worden war.
Am Gründonnerstag, dem 22. April 1943, kaufte Conradi in der Markthalle Antonsplatz Radieschen ein. Er wurde denunziert, von der Gestapo verhaftet und in das Dresdner Polizeipräsidium eingeliefert. Als Vergehen wurden ihm zur Last gelegt, dass er erstens gemäß dem Gesetz über die Abgabe von Lebensmitteln an Juden vom 31. Mai 1942 keine Mangelwaren wie Radieschen hätte kaufen dürfen, dass er zweitens aufgrund der Verordnung vom 29. Mai 1942 die Markthalle nicht hätte betreten dürfen und dass er drittens versucht hätte, seinen Judenstern zu verdecken, was er jedoch bestritt.
Der Chronist jüdischer Ereignisse in Dresden, der Schriftsteller Victor Klemperer, notierte dazu in seinem Tagebucheintrag vom 25. April 1943: „Daran also dürfte Conradi sterben …“. Am 26. April 1943, dem Ostermontag jenes Jahres, wurde Conradis Ehefrau mitgeteilt, dass ihr Mann im Polizeipräsidium gestorben sei. Als Grund wurde angegeben, er habe sich selbst vergiftet. Ob ihm seine Ehefrau ein Gift in die Gestapohaft geschmuggelt hatte, um ihm weitere Demütigungen, Folter und eine Verbringung in ein Konzentrationslager zu ersparen, oder ob er aufgrund der Behandlung im Gestapogefängnis starb, war nicht zweifelsfrei zu klären.
Conradis Grabstein trägt die Namensaufschrift Heinz Conradi, da er so von seiner Frau Margarete geb. Naumann genannt wurde. Conradi ist auf dem Neuen Jüdischen Friedhof in Dresden neben seiner Frau, die ihn bis 1953 überlebte, bestattet.
Am 26. April 2006 wurde vor der Dresdner Polizeidirektion ein „Denkzeichen“ enthüllt, das an die Tötung von Heinrich Conradi, Fritz Meinhardt und Arthur Juliusburger erinnert.